# Tomás de Celano
Tomás de Celano (em italiano:  Tommaso da Celano; comuna italiana de Celano, região de Abruzos c. 1200 – ca. 1265) foi um frade católico medieval da Ordem dos Franciscanos, um poeta e também um escritor, sendo autor de três obras de cariz biográfico sobre São Francisco de Assis.
Em 1221, Tomás foi enviado para o Sacro Império Romano-Germânico com Caesarius de Speyer para promover ali a Ordem dos Franciscanos. Em 1223, ele foi nomeado para o cargo de Custos Unicus da Ordem na província da Renânia, que incluiu conventos em Colónia, Mogúncia, Worms e Speyer. Após alguns anos, voltou à Itália, onde ele se retirou para o resto de sua vida, embora efectuasse ainda esporadicamente curtas missões com destino no Sacro Império. 
Em 1260, ele foi liquidado no seu último posto como diretor espiritual do convento das clarissas em Tagliacozzo, onde morreu nalgum momento entre 1260 e 1270. Ele foi primeiro sepultado na igreja de S. Giovanni dei Val Varri, relacionado com o seu mosteiro, e depois reenterrado na igreja de S. Francesco em Tagliacozzo.

## Trabalho literário
O seu primeiro trabalho literário, o "Prima Vita", foi sobre o início da vida de São Francisco de Assis, encomendado pelo Papa Gregório IX, em 1228, aquando da realização da canonização do santo. O segundo trabalho, "Secunda Vita", foi encomendado por Crescentius de Jessi, o ministro geral da Ordem Franciscana no período entre 1244 e 1247, e reflectia a evolução das perspectivas oficiais sobre o santo nas décadas seguintes à sua morte. O terceiro é um tratado dos milagres do santo, escrita entre 1254 a 1257, e foi encomendado por John de Parma. 
Tomás, já naquela altura um escritor bem estabelecido e de renome, escreveu também "Fregit victor virtualis" e "Sanctitatis nova signa", em honra de São Francisco. "A vida de Sta. Clara de Assis", que aborda o início da vida de Santa Clara de Assis, e o hino "Dies Irae" também são atribuídas a ele, mas a autoria destas duas últimas obras continua a ser uma incógnita. 